# Бисфенол A
Бисфенол A (BPA) е органично изкуствено съединение с химична формула (CH3)2C(C6H4OH)2, принадлежащо към групата на дифенилметановите деривати и бисфеноли и имащо две хидроксифенилни групи. Представлява безцветно твърдо вещество, което е разтворимо в органични разтворители и слабо разтворимо във вода. Получено е за пръв път през 1891 г. от руския химик Александър Дианин.
Бисфенол A е прекурсор на важни пластмаси, най-вече определени поликарбонати и епоксидни смоли, както и някои полисулфони и нишови материали. Пластмасата с BPA е прозрачна и яка и намира приложение в множество стоки за бита, като например пластмасови бутилки, кутии за съхранение на храна, спортна екипировка, CD-та и DVD-та. Епоксидните смоли, направени от BPA, се използват за облицоване на водопроводни тръби, като покрития на много кутии за храна и напитки и при производството на термална хартия. През 2015 г. са произведени около 4 милиона тона BPA-базирани химикали, което го прави един най-произвежданите химикали по света.
BPA е ксеноестроген, имитирайки хормоналните свойства на естрогена. Въпреки че влиянието му е много слабо, всеобхватността на материалите с BPA поражда опасения. От 2008 г. насам няколко правителства са изследвали безопасността на химикала, което принуждава някои магазини да изтеглят продуктите си с поликарбонати.

## Употреба
Бисфенол A се използва повече от 50 години като втвърдител при направата на пластмаси или продукти на пластмасова основа. Той е един от ключовите мономери при производството на епоксидни смоли и поликарбонатни пластмаси. Реагирането му с фосген се провежда под двуфазови условия. Солната киселина се пречиства с водна основа:
От поликарбонатните пластмаси се създава широка гама продукти: бутилки за напитки, спортни принадлежности, медицински инструменти, зъбни пломби, CD-та, DVD-та и друга битова техника. Влиза в състава на термалната хартия, която се използва за печатане на касови бонове в съвременните касови апарати, банкомати, платежни терминали и другаде.
Също така, BPA се използва и при синтеза на полисулфон и полиефирни кетони, като антиоксидант в някои пластификатори и като инхибитор на полимеризацията на поливинилхлорид. Епоксидни смоли, съдържащи BPA, се използват като покрития по вътрешните страни на повечето бутилки.

## Влияние върху здравето и природата
За бисфенол A е известно, че се свързва както с ядрените естрогенни рецептори (ER), така и с естрогенните рецептори алфа (ERα) и естрогенните рецептори бета (ERβ). Той е между 1000 и 2000 пъти по-слаб от естрадиол. BPA може както да имитира действието на естрогена, така и да му противодейства, което ще рече, че той е селективен естрогенен рецепторен модулатор или частичен агонист на ER. При високи концентрации BPA се свързва и противодейства на андрогенния рецептор (AR). Освен че се свързва с рецептори, съединението влияе и на стероидогенезата на интерстициалната клетка на Лейдиг.
През 1997 г. се появяват първите спекулации относно нежелани ефекти при излагането на ниски дози BPA на лабораторни животни. Последвалите изследвания започват да откриват възможни връзки между здравословни проблеми, причинени от излагането на BPA по време на бременност. В днешно време проучванията и дебатите относно това дали BPA трябва да бъде забранен или не продължават.
Според Европейския орган за безопасност на храните, „BPA не представлява риск за потребителите от никоя възрастова група (включително неродени деца и подрастващи деца) при текущите нива на излагане“. Все пак, през 2017 г. Европейската химическа агенция прави заключение, че BPA трябва да бъде обозначен като вещество с потенциални опасности, поради свойството му да действа като ендокринен разрушител.
През 2012 г. Агенцията за контрол на храните и лекарствата на САЩ забранява употребата на BPA в бутилките за бебета. Все пак, Американската агенция за опазване на околната среда не счита BPA за риск за здравето.
Американско проучване от 2005 г. установява, че между 91% и 98% BPA може да се премахне от водата чрез обработка в пречиствателните станции за вода на общинско ниво.
BPA засяга растежа, възпроизвеждането и развитието на водните организми. Сред сладководните организми, най-чувствителни към химикала са рибите. Малки дози BPA подобряват растежа на растителните корени, увеличават количеството нитрати и намаляват количеството амоний в корените. Обаче, при значително съдържание на BPA в почвата се наблюдава обратен ефект.

## Производство
Световното производство на бисфенол A през 1980-те години възлиза на около 1 милиона тона, които към 2009 г. са нараснали до 2,2 милиона тона. Той е сред химикалите с голям обем на производство. Синтезира се чрез кондензация на ацетон с два еквивалента на фенол. Реакцията се катализира посредством силна киселина, като например солна киселина или полистирен сулфонат. Сместа от ацетон и фенол също може да се използва като начален материал:

### Заместители
Опасенията относно влиянието върху здравето на BPA са накарали много производители да заменят бисфенол A с бисфенол S (BPS) или дифенил сулфон. Въпреки това, впоследствие се появяват опасения и около тези съединения.